# Platypalpus sloveniensis
Platypalpus sloveniensis är en tvåvingeart som beskrevs av Joseph Charles Bequaert 1962. Platypalpus sloveniensis ingår i släktet Platypalpus och familjen puckeldansflugor. Inga underarter finns listade i Catalogue of Life.